# Изборни цензус
Изборни цензус или праг (од лат. census) проценат је гласова бирача изашлих на изборе који мора да оствари свака изборна листа да би добила посланичке мандате у парламенту.
За парламентарне изборе у Србији, цензус је 3%, осим у два случаја: за изборне листе националних мањина, за које се цензус не примењује, али се њихов коефицијент увећава за 35%, и у случају да ниједна изборна листа не пређе праг цензуса, у ком случају све листе учествују у расподели мандата.